# Jakob Beyrlin
Jakob Beyrlin (*  11. September 1576 zu Sindelfingen; † nach 1618) war ein württembergischer Buchbinder und württembergischer und kurpfälzischer Schulmeister. Daneben betätigte er sich als Schriftsteller und Verfasser von Geschichtswerken. Ihm werden eine Reihe die Geschichte der Pfalz und Württembergs betreffender gefälschter Chroniken zugeschrieben. Diese um 1600 bis 1620 gefälschten Stücke gelangten nicht zum Druck. Nichtsdestoweniger beeinflussten sie als vielfach tradierte, kopierte und variierte Handschriften die regionale Geschichtswahrnehmung. Erst 1857 und erneut 1988 wurde Näheres über den Verfasser Jakob Beyrlin bekannt.

## Leben
Jakob Beyrlin wurde am 11. September 1576 als ältestes von acht bekannten Kindern des gleichnamigen Schulmeisters Jakob Beyrlin und seiner Frau Anna im württembergischen Sindelfingen geboren. Mit den Eltern kam er bereits im folgenden Jahr 1577 in das noch bis 1603 als Exklave zum Herzogtum Württemberg gehörende Rhodt unter Rietburg in der Pfalz, wo er aufwuchs und auf das er in seinen Schriften immer wieder zurückkam. Sein Vater findet sich als Schulmeister in Sindelfingen (1575–1576), Rhodt unter Rietburg (1577–1588), Metzingen (1588–1595), Murrhardt (1595–1597) und Göppingen (wohl ab 1597, belegt 1601–1607) und war 1613 tot. Der Sohn Jakob Beyrlin trat am 11. April 1597 als Buchbindergeselle in Tübingen bei Caspar Pistor in Erscheinung. Unter diesem Datum wurde er als „Göppingensis“ (von Göppingen) als ‚Universitätsverwandter‘ an der Universität Tübingen immatrikuliert. Er erwarb wohl keinen akademischen Grad.
Über sein weiteres Leben berichten vor allem drei Selbstzeugnisse. Seinem 1606 gedruckten Reiß Buch stellte er eine Widmung an den jungen Herzog Ludwig Friedrich von Württemberg-Mömpelgard voran, in der er schrieb, dass sein Vater und Großvater seit 60 Jahren württembergische ‚Diener‘ (Staatsangestellte) gewesen seien, und dass er selbst anschließend an die Studien der Grammatik als Stipendiat ein löbliches Handwerk erlernt und schöne Reisen gemacht habe. Im Titelblatt wird er als württembergischer ‚Diener‘ bezeichnet; die Widmung unterzeichnete er als „Jacob Beyrlin von Sündlingen“. Vor 1608 war er Schulmeister zu Botenheim, worauf er 1608 als Buchbinder und Bürger zu Kirchheim unter Teck erscheint. Dort hielt es ihn nicht lange, denn am 24. April 1610 ist er als (reformierter!) Schulmeister im kurpfälzischen Schwegenheim bei Germersheim aufgeführt mit der Bemerkung „War zuvor ein Lutheraner im Land zu Württemberg“, die erkennen lässt, dass er mit der Herrschaft auch die Religion gewechselt hatte.
Ein zweites Selbstzeugnis findet sich in einem Begleitschreiben zu einer dem Rat der Stadt Neustadt an der Haardt am 28. Oktober 1613 unverlangt zugeschickten Chronik-Abschrift. Darin beschreibt er sich als von Krankheit gezeichnet, durch nachlassende Sehkraft und Lähmung im Lesen und Schreiben behindert. Offenbar musste er schon bald darauf den Schuldienst in Schwegenheim krankheitsbedingt aufgeben, denn in einem dritten Selbstzeugnis vom 28. April 1618 überschickte er dem Rat der Stadt Annweiler einen von seinem Sohn gefertigten Auszug aus historischen Schriften. Er bezeichnete sich dabei als gewesener kurpfälzischer Schuldiener, nun aber erblindeter Spital-Pfründner zu Germersheim, und erhoffte eine Zuwendung der Stadt Annweiler, die ihm diese auch in Höhe von 1 Gulden, 6 Batzen, 6 Kreuzer gewährte „dem Jakob Beurlin, pfründner zu Germersheim, wegen seiner antiquitäten, so dem rat verehrt, darin der Stadt Annweiler herkommen und rechte verzeichnet.“ Dies ist die letzte datierte Nachricht über ihn. Auch von seiner Familie verlieren sich die Spuren mit dem im Jahr 1618 beginnenden Dreißigjährigen Krieg.

## Werk
Beyrlin zeichnet als Verfasser eines 1606 bei Jost Martin in Straßburg gedruckten deutschen Reyßbuches, also eines Reiseführers, in dem 15 Reiserouten aus Deutschland in die Nachbarländer und in alle Welt beschrieben sind. Der Titel verschweigt nicht, dass das Buch eine Kompilation bekannter Schriften ist („mit fleiß zusamen colligirt: und jetzt erst von newem in Truck gegeben.“) Die Zusammenstellung der Routen nennt in Bezug auf Stuttgart oder andere Städte interessante Details, wie etwa, dass der Herzog von Württemberg in seinen Landen 350 Stipendiaten und Studenten unterhält oder welche Gewerbe in Schwäbisch Gmünd blühen usw. Auch die exotischen Nachrichten wirken glaubhaft, wenn es etwa heißt, dass in Schwarzafrika die Hitze so groß ist, dass die Einheimischen sich an Wasserstellen im Gebüsch verstecken und warten, bis die Tiere zum Trinken kommen, um sie zu erjagen. Um 1600 war die Welt im Großen und Ganzen bekannt, auch wenn es noch weiße Flecken auf der Landkarte gab. Dies bleibt das einzige zu seinen Lebzeiten gedruckte Werk Beyrlins.

## Fälschungen

### Anfertigung
Von Jakob Beyrlin gehen einige handschriftlich verbreitete deutsche Sammelschriften zur landeskundlichen chronistischen Geschichte aus.  Alle im Folgenden genannten Fälschungen blieben zu seinen Lebzeiten ungedruckt, wenn auch einige in Teilen oder Auszügen in den folgenden Jahrhunderten zum Druck gelangten. Sie wurden zum Teil mit seinem Namen (in verschiedenen Schreibweisen), teils unter den angeblichen Verfassern seiner Vorlagen, oder späteren Abschreibern, teils anonym unter Sachtiteln ohne Namensnennung tradiert. In Archiven und Bibliotheken sind sie in der Regel nicht unter dem Namen Beyrlin katalogisiert. Dabei herrschen drei Themenbereiche vor: die Geschichte Österreichs, die Geschichte Württembergs und die Geschichte der Pfalz und des „Kleinen Frankreich“ (Austrasien).
Einige der Titel, wie sie Michael Klein anführt:
- Historia. Vom uhrsprung des fürstlichen haußes Österreich, auß welchem stammen 10 römische keyser erwehlt worden, was sich under dero lebzeiten das fürnembste in religionssachen und sonsten zugetragen, undatiert.
- Wahrhafte und kurtze beschreibung inhaltend, wie das hochlöbliche herzogthum Württemberg anfangs zur menschlichen wohnung gepflanzt, beherrscht, auch innbewohnt worden, item den Ursprung etlicher fürnembsten herrschaffien und statt dises hochlöblichen hertzogthumbs Württemberg, datiert 1608 6. September.
- Antiquitates quaedam in provincijs palatine — aller urältisten vornembsten dern churfürstlichen Pfaltz incorporirte stätt, fleckhen, dörffer, weiler, hoff, closter, clausen, stüffter, kürchen, ursprung, an- und herkhommen, antiquiteten, vestigten, monumenten, privilegia, undatiert.
- Vom Ursprung des hochlöblichen uhralten churfürstlichen hausses deren Pfaltzgrafen bey Rhein, undatiert.
- Antiquitates imperii ad Rhenum, teils ist erläuternd hinzugefügt: Vom ersten regiment der uralten teutschen helden, von deren antiquitäten, monumenten, stätten und dörfern beiderseits Rheinstroms, dieser zeit der Pfaltz ahm Rhein incorporirt, undatiert.
- Klein-Franckreichs vornembster uhrältesten flecken, dörffer, schlossern Ursprung, antiquitäten, gerechtsahmen und Privilegien, undatiert.

Beyrlin bediente sich eines ganzen Kanons angeblicher Vorlagen und Vorschreiber, etwa eines Pfalzgrafen Götz von Tübingen (angeblich 1412), eines württembergischen Kanzlers Moritz Fessler (angeblich 1412), eines Johannes Agricola (um 1400), eines Georg Gödelmann (angeblich 1320), eines Jodokus Sabellinus, angeblich Gubernator Karls des Großen in Austrasien, und eines Ernfericus Morolinus, Geheimschreiber des guten Königs Dagobert, die allesamt nicht nachweisbar sind und dem kritischen Forscher den Fälschungsverdacht nahelegen. Regelmäßig ließ Beyrlin die Städte von erfundenen antiken Namensgebern begründet sein; aus dem Anfang der Antiquitates imperii ad Rhenum seien einige aufgezählt:
- Mannus, gründete Mannheim
- Benesta, gründete Bensheim
- Ingemannus, gründete Ingelheim
- Bacchus, gründete Bacharach
- Trebeta, gründete Trier
- Ogestes, gründete Oggersheim und Osthofen
- Nemeta, gründete Speyer
- Rutmannus, gründete die Rietburg

usw. usf.
Besonders anfällig für Beyrlins Traktate waren bildungsferne Provinzstädte wie Lautern (gegründet von Lutrina), das Beyrlin derart mit unechten Überlieferungen eindeckte, dass die wahre Stadtgeschichte völlig überdeckt wurde, zumal in den anschließenden verheerenden Kriegen des 17. Jahrhunderts diese und andere pfälzische Städte zum Teil mehrfach geplündert und niedergebrannt wurden, was unwiederbringliche Verluste an archivalischen Überlieferungen mit sich brachte. Die Reichs- und Bischofsstädte verfügten bereits über eigene Stadtchroniken und waren daher für Beyrlins Fälschungen unempfänglich.
Besonders häufig abgeschrieben wurde Beyrlins Darstellung der Haingeraiden. Unter seinen „bei dem Pfälzer Volke früher in so hohem Ansehen gestandenen und jetzt noch in manchen Abschriften vorhandenen“ Schriften war es besonders das angebliche Testament von König Dagobert als „ehemals das wichtigste Orakel für die Haingeraide-Genossen,... das unsere gutmüthigen Voreltern als ungezweifelte Wahrheit sehr hoch hielten und die Abschriften desselben noch mit ihrem guten Gelde bezahlen mußten ...“.
Die Fälschungen von Beyrlin halten modernen kritischen Untersuchungen nicht stand: Es gelang ihm nicht, historische Nachrichten besonders glaubhaft zu fälschen. Dazu sind häufig die Rechtsverhältnisse, die Titel der handelnden Personen, die Namen der Orte und die Etymologien unpassend. Ohne eine kritische Untersuchung sind die Fälschungen jedoch häufig nicht zu erkennen, vor allem in den Fällen, wenn der von Beyrlin gefälschte Tatbestand nicht mehr von seiner Hand vorliegt, sondern nur noch Abschriften oder Auszüge davon.

### Aufdeckung
Lange Zeit hatten auch Historiker ohne Bedenken Nachrichten bei Beyrlin übernommen. Dies änderte sich zu Ende des 18. Jahrhunderts mit der kritischer gewordenen Geschichtsschreibung. Der Historiker Andreas Lamey urteilte über Jakob Beyrlins Antiquitates:

“Liber quidem parvae molis est, at nugarum & mendaciorum plenus, monstrum historicum”

„Ein mit wenig Mühe verfertigtes Werk, reichlich versehen mit Possen und Lügen; ein geschichtliches Ungeheuer“

Der Ausdruck, dass Beyrlins Arbeit ein „monstrum historicum“ sei, wurde als eine Art geflügeltes Wort auch ohne Hinweis auf Lamey tradiert. Über seine Nachrichten zur Gründung von Annweiler urteilte Johann Georg Lehmann 1857: „In diesem abentheuerlichen und ergötzlichen Machwerke ... enthält jeder Satz eine colossale Lüge.“ Er brachte die ersten Nachrichten zum Verfasser bei.
Durch den Aufsatz des Historikers Michael Klein von 1988 wurden zahlreiche Fälschungen von Beyrlin, seine Vita und seine Arbeitsweise dem Fachpublikum bekannt. In der populären Literatur kursieren weiterhin Angaben, die auf Fälschungen von Beyrlin zurückgehen.

## Belege
1. 1 2 3 4 5 6 7 8 9 10 11 12 13  Michael Klein: Formen epigonaler Verwertung humanistischer Schriften und ihr Publikum: Die 'Lügenchroniken' von Jakob Beyrlin (1576 bis nach 1618). In: Historiographie am Oberrhein im späten Mittelalter und der der frühen Neuzeit, 1988, S. 247–273. PDF download
2. 1 2 3 4 5  Jakob Beyrlin: Reyß Buch: das ist, Ein gantz schöne Beschreibung vnd Wegweyser, etlicher Reysen, durch gantz Teutschland, Polen, Siebenbürgen, Dennemarck, Engeland, Hispanien, Franckreich, Italien, Sicilien, Egypten, Indien, Ethiopien, vnd Türckey, etc, Straßburg: Jost Martin, 1606. Volltext bei Google books
3. ↑  Martin Dolch: Von der Statt KayßersLautern, wie die anfänglich gebauen und wie sichs allda begeben hat. In: Kaiserslauterer Jahrbuch für pfälzische Geschichte und Volkskunde. Doppelband 8/9 = 45/46, Kaiserslautern (2008/2009), Seiten 151–162.
4. 1 2  Johann Georg Lehmann: Urkundliche Geschichte der Burgen und Bergschlösser... der bayerischen Pfalz, 2, Kaiserslautern [1857], S. 100–103. Volltext bei Google books
5. ↑  Andreas Lamey: Codex Laureshamensis, Bd. 3, Mannheim 1770, Praefatio. Volltext bei Heidelberger historische Bestände – digital

| Personendaten    | Personendaten                   |
| ---------------- | ------------------------------- |
| NAME             | Beyrlin, Jakob                  |
| KURZBESCHREIBUNG | Schulmeister und Schriftsteller |
| GEBURTSDATUM     | 11. September 1576              |
| GEBURTSORT       | Sindelfingen                    |
| STERBEDATUM      | nach 1618                       |